# Талион
Талио́н (от латинского слова talis — такой же) — категория юриспруденции и морали, также известная как равное возмездие; принцип назначения уголовного наказания за преступление, согласно которому наказание должно точно, буквально соответствовать вреду, причинённому вследствие совершения преступления — «око за око, зуб за зуб».

## Виды и предназначение
По форме выражения выделяют материальный талион, когда причинённый преступником вред в точности воспроизводится наказанием (например, нанёсшему телесное повреждение причиняется точно такое же повреждение), и символический, в котором равенство проступка и наказания проводится в идее.
Талион появляется в праве, когда кровная месть без пределов перестаёт соответствовать требованиям справедливости. Он имеет целью охрану правонарушителя и его рода от причинения излишнего ущерба со стороны потерпевших.
Талион является грубым выражением справедливости, доступным и понятным любому человеку.
Lex taliōnis буквально означает «закон равного возмездия».

## Талион в истории права
Талион известен в первую очередь первобытным народам, у которых применяется в самых разнообразных формах, сохраняющих одно основное стремление — уравнять наказание с причинённым ущербом.
До каких пределов последовательно в этом отношении обычное право, видно из того, что у жителей Гвинеи мужчина, супруга которого совершила прелюбодеяние, был вправе совершить такое же "преступление" с супругой виновного.
В африканской Абиссинии родственник убитого чьим-либо неосторожным падением с дерева мог в таких же условиях сам броситься с дерева на неосторожного правонарушителя.
Самыми ранними правовыми источниками, в которых содержится правило талиона, являются свод законов Хаммурапи (в нем присутствует даже т.н. абсурдная форма талиона: «если строитель построил человеку дом и свою работу сделал непрочно, а дом, который он построил, рухнул и убил хозяина, то этот строитель должен быть казнён. Если он убил сына хозяина, то должны убить сына этого строителя») и древнеиндийские Законы Ману.
Развёрнуто выражен закон талиона в древнем еврейском праве («око за око, зуб за зуб»), а также в древнеримских Законах двенадцати таблиц и средневековых германских законодательных сводах (Саксонском зерцале и др.).
В русском праве правило талиона встречается в тексте Соборного уложения 1649 года, которое за телесное повреждение предписывало отплачивать преступнику тем же: «отсечёт руку или ногу, или нос, или ухо, или губы отрежет, или глаз выколет… самому ему то же учинить».
Принцип талиона закреплен в законодательстве Петра I. В Артикуле воинском 1715 года предписывалось за богохульство прожигать виновному язык раскалённым железом, за лжеприсягу — отсекать два пальца, а за убийство «…без всякой милости голову отсечь». Талион применялся также при ложных доносах.
С течением времени материальный талион, разделяя участь членовредительных наказаний и квалифицированных форм смертной казни, перестаёт применяться. Вообще возможность осуществления его постепенно теряется при усложнении форм преступной деятельности и изменении карательных систем, ставящих в основание кары лишение свободы.
Идея возмездия (без строгого следования правилу талиона) и в настоящее время служит исходным началом уголовного наказания.

## Талион в религиозных и философских учениях

### Принцип талиона в иудаизме
В древних иудейских законах роль принципа талиона весьма велика. Ветхий Завет содержит одну из древнейших известных формулировок этого принципа — «око за око», которая является цитатой из Исх. 21:23—27, повторённая также в Лев. 24:20.
Комментарий Сончино:
Принцип «мера за меру» в его буквальном понимании использовался народами древнего мира, а в некоторых странах применяется до сих пор. В Торе этот принцип применяется только в случае совершения убийства (см. Бемидбар, 35:31: «И не берите искупительный дар за душу убийцы, злодея, которому надлежит умереть, но смерти будет он предан»). Из следующих стихов Торы очевидно, что всем физическим повреждениям, нанесённым одним человеком другому, — при условии, что они не приводят к смертельному исходу, — должно быть найдено денежное выражение, и нанесший повреждение должен компенсировать их. Таким образом, выражение Торы «глаз за глаз, зуб за зуб, руку за руку, ногу за ногу» следует понимать как требование возместить пострадавшему нанесённый ущерб, заплатив штраф в том размере, который судьи определят как стоимость потери здоровья, трудоспособности и т. п. (см. стих 19).

### Принцип талиона в христианстве
Ещё до пришествия Иисуса Христа принцип справедливости в ветхозаветном обществе способствовал формированию более высокого уровня человеческих взаимоотношений, которые выражаются в «золотом правиле этики», если быть точнее — в его первоначальной отрицательной формуле: «не поступай с другим так, как не хочешь, чтобы поступали с тобой».
С пришествием Иисуса Христа и обретением Нового Завета, стало возможным исполнять положительную формулу «золотого правила этики»: «поступай с другим так, как хочешь, чтобы поступали с тобой». Христианин призван останавливать зло на себе.
На христианскую интерпретацию принципа талиона оказала огромное влияние цитата из Лев. 19:18 во время Нагорной проповеди Иисуса Христа. В той части проповеди, которую называют «Развитием Закона», Иисус призывает своих последователей «подставлять другую щёку», когда они сталкиваются с насилием:

Вы слышали, что сказано: око за око и зуб за зуб. А Я говорю вам: не противься злому. Но кто ударит тебя в правую щёку твою, обрати к нему и другую
— Матфей, 5:38—39
Христианские толкователи, например святитель Иоанн Златоуст, обращали внимание на то, что и кажущаяся жестокость ветхозаветной заповеди на самом деле является человеколюбием.

Законодатель предписал — око за око не для того, чтобы мы друг у друга вырывали глаза, но чтобы удерживали руки свои от обид; ведь угроза, заставляющая страшиться наказания, обуздывает стремление к делам преступным.
— Иоанн Златоуст, свт. Беседы на Евангелие от Матфея, XVIII.1
Эта заповедь была дана применительно к нравственному состоянию ветхозаветных людей, склонных к насилию. Вместе с тем свт. Иоанн считает, что кара по принципу талиона уже является смягчённой по отношению к преступнику.

### Принцип талиона в исламе
Принцип талиона весьма развит в шариате, согласно которому воровство в ряде случаев карается отрубанием руки, однако он ограничен идеями исламского милосердия:

Возмездием за зло является равноценное зло. Но если кто простит и помирится, тому награда будет от Всевышнего.
— Коран, 42:40

#### Ичкерия
В границах сегодняшней Российской Федерации заявлялось о попытках применить этот принцип на практике в Чеченской Республики Ичкерия. Сообщалось, что когда в России был принят новый уголовный кодекс, в этой республике (не подчинявшейся тогда российскому законодательству) был принят свой уголовный кодекс, положения которого были скопированы с уголовного кодекса Судана.
В среде современных чеченцев отмечаются случаи примирения семей при условии, что убийца понесёт достойное наказание по законодательству Российской Федерации.

## Принцип талиона и пенологические теории
Потеряв своё прежнее значение в юридической практике, талион сохранил его в теориях и доктринах наказания, исходящих из начала справедливости как математического равенства, дозволяющего причинить преступнику не более того страдания и зла, которые причинены им самим. Научному анализу уголовно-правовых и пенологических концепций, основанных на принципе талиона, посвящены научные работы российского учёного-пенолога К.В. Корсакова.
На развитии идеи талиона построены философские теории наказания Иммануила Канта и Георга Гегеля, которые впоследствии легли в основу классической школы уголовного права. И. Кант исходил из положения, что категорический императив предполагает возмездие преступнику в равном объёме: убийство должно караться смертью. Так как последовательное проведение талиона далеко не всегда возможно, то И. Кант допускал относительное равновесие наказания и преступления, например, отправление вора на каторжные работы, назначение кастрации за изнасилование.
Г.В.Ф. Гегель выдвинул идею восстановления права и так как, по его мнению, уголовное наказание должно быть уравнено с преступлением, хотя не материально, а соответственно характеру воли преступника, то его теория также опиралась на принцип равного возмездия, то есть на правило талиона.
В современных уголовных кодексах это направление криминологической мысли потеснено другими концепциями, поддерживаемыми сторонниками социологического направления в криминологии, утверждающими идеи предупреждения, охраны, целесообразности государственной политики в области уголовного правосудия и придающими началу возмездия меньшую роль. Однако и сегодня принцип талиона продолжает бытовать в общественном сознании, например, смертная казнь как вид уголовного наказания нередко воспринимается общественностью как торжество воздающей справедливости.

## Известная критика
- Мартин Лютер Кинг использовал принцип талиона в своих рассуждениях на тему расового насилия: «Старый закон „око за око“ оставит всех слепыми»[4].